# المحجر (الحديدة)

تعديل مصدري - تعديل

المحجر هي إحدى قرى مديرية برع، التابعة لمحافظة الحديدة اليمنية، بلغ تعداد سكانها 1294 نسمة حسب الإحصاء الذي جرى عام 2004.